# Atef Sedky
Atef Mohamed Naguib Sedky (29 tháng 8 năm 1930 - 25 tháng 2 năm 2005) (tiếng Ả Rập: عاطف محمد نجيب صدق]) là Thủ tướng của Ai Cập từ năm 1986 đến năm 1996. Ông ta đã thay thế Aly Mahmoud Lotfy vào ngày 10 tháng 11 năm 1986.